# Hollywood Records
Hollywood Records, Inc. (nota anche semplicemente come Hollywood o con la sigla HWR) è una casa discografica statunitense, fondata da Michael Eisner nel 1989 a Burbank, in California.
L'etichetta, che nacque con il fine di pubblicare e distribuire le colonne sonore di alcuni studi cinematografici, tra cui Hollywood Pictures, Touchstone Pictures, Lucasfilm e Walt Disney Studios, si è poi affermata sul mercato musicale promuovendo diversi artisti di fama internazionale. Fin dalla nascita, il catalogo della Hollywood Records ha spaziato tra vari generi, spesso lontani tra loro, tra cui pop, rock, country, hip hop, rap e alternative, fino ad estendersi alla musica metal.
L'azienda è oggi parte del Disney Music Group e opera nel settore della registrazione, della produzione e della distribuzione musicale, focalizzandosi soprattutto sui generi pop, rock, alternative e country.

## Storia
La Hollywood Records fu fondata nel 1989 a Burbank, nella contea di Los Angeles. L'idea di ampliare le attività del colosso dell'intrattenimento The Walt Disney Company nel settore musicale venne lanciata dall'allora presidente e CEO del gruppo, Michael Eisner, con lo scopo di distribuire le colonne sonore di varie case cinematografiche e, allo stesso tempo, di sviluppare e promuovere le carriere di diversi artisti.
Il fiorente periodo che stava vivendo l'azienda in quegli anni la portarono ad espandere le proprie attività anche nel settore dell'intrattenimento e dello spettacolo per un pubblico adulto, attraverso l'acquisizione di diverse aziende del settore, come Touchstone Pictures ed ABC. Nel 1989 venne costituita la Hollywood Records, Inc. con lo scopo di produrre e promuovere le produzioni musicali del gruppo, in particolare quelle destinate ad un pubblico non infantile, fino ad allora affidate a partner esterni, come Capitol Records, RCA Victor, Columbia Records e Decca Records.
Dopo alcune trattative fallite per mettere sotto contratto artisti come i Nirvana, i Smashing Pumpkins, i Naughty by Nature, i Cypress Hill e Dr. Dre, l'etichetta ottenne il suo primo successo nel febbraio del 1990, quando acquisì i diritti per il Nord America dell'intero catalogo musicale dei Queen. Nel 1997 la Hollywood Records ampliò le sue attività attraverso la creazione della Lyric Street Records, etichetta interamente dedicata al genere country, e l'acquisizione dell'etichetta discografica indipendente Mammoth Records, specializzata nel genere alternative rock, con artisti come Seven Mary Three, Juliana Hatfield, Joe Henry e Squirrel Nut Zippers. L'anno successivo, pur continuando ad operare come un'etichetta discografica indipendente all'interno del conglomerato dell'intrattenimento californiano, la Hollywood entrò a far parte del Buena Vista Music Group, che riunisce tutte le attività musicali della Walt Disney in un'unica entità, comprendente le case discografiche Hollywood Records, Mammoth Records, Lyric Street Records e Buena Vista Records, le etichette Disney Sound e Walt Disney Records legate all'intrattenimento per un pubblico scolare, le società di distribuzione Disney Music Publishing e Wonderland Music Company e la Buena Vista Concerts.
Sotto la guida di Bob Cavallo e Abbey Konowitch, rispettivamente presidente e general manager della Hollywood Records, l'etichetta mise in atto una riorganizzazione delle sue attività e conobbe un periodo di buoni successi commerciali grazie ad artisti come Hilary Duff, Jesse McCartney, i Breaking Benjamin, i Plain White T's, gli Atreyu, Selena Gomez, Miley Cyrus, Demi Lovato, Jonas Brothers, Juliana Hatfield, i Rascal Flatts e gli Evans Blue, spaziando dal genere pop alla musica rock e alternative.
Nel 2008, in seguito a una riorganizzazione delle attività musicali della Disney, il Buena Vista Music Group cambiò nome in Disney Music Group e venne lanciata in Nord America una nuova filiale della Lyric Street, denominata Carolwood Records. Nel 2010, tuttavia, le attività delle due etichette dedicate al genere country furono inglobate nella Hollywood Records, che ne acquisì il catalogo. Sul finire dell'anno successivo Ken Bunt assunse la carica di presidente e CEO dell'etichetta, avviando una nuova strategia di gestione e marketing e scritturando diversi nuovi artisti. Nel 2013 la Hollywood Records strinse un accordo con la major Universal Music Group, allargando la licenza di distribuzione in seno alla Universal fin dal 2005 a livello commerciale, promozionale e creativo. Nello stesso anno lanciò l'etichetta DMG Nashville con sede nel Tennessee, nata sulle ceneri della Lyric Street Records e specializzata nella musica country.
Oggi la Hollywood Records è attiva in due settori: la distribuzione di colonne sonore cinematografiche e televisive e la produzione e promozione musicale, con artisti di fama internazionale, sia mainstream che dal profilo meno commerciale, come i Breaking Benjamin, i Queen, Grace Potter and the Nocturnals, Demi Lovato, Zella Day, gli R5, Redlight King e i Joiwave.

## Etichette
La Hollywood Records opera, oltre che con l'etichetta principale, anche attraverso alcune sottoetichette specializzate e, nel corso degli anni, ha acquisito i cataloghi di altre case discografiche, come Mammoth Records e Lyric Street Records.

### Attive
Pop / rock / alternative
- Hollywood Records, etichetta attiva nei settori della musica pop, rock e alternative e della distribuzione di colonne sonore cinematografiche. 
  - Mammoth Records, etichetta alternative rock acquisita da Disney Entertainment nel 1997 e inglobata nella Hollywood Records nel 2003 come sottoetichetta.[18]
- SafeHouse Records, etichetta nata nel 2015 come joint venture tra la Hollywood Records e la Island Records focalizzata sulla musica pop.[19]

Country
- DMG Nashville, etichetta specializzata nel genere country nata nel 2013, quando la Hollywood decise di tornare ad operare in tale settore dopo un periodo di assenza in seguito alla chiusura della Lyric Street Records.[16]

Colonne sonore
- Marvel Music, etichetta gestita dalla Hollywood Records per la pubblicazione delle colonne sonore dei Marvel Studios.

### Dismesse
- Hollywood Basic, attiva negli anni novanta e dedicata ai generi hip-hop e rap. Dopo la chiusura, le sue attività furono assorbite dalla Hollywood Records.[20]
- Hollywood Metal, etichetta lanciata negli anni duemila e attiva fino al 2014, con la quale la Hollywood Records operò nei generi hard rock ed heavy metal.[21]
- Lyric Street Records, nata nel 1997 come sussidiaria della Hollywood Records focalizzata sulla musica country, fu attiva fino al 2010, quando le sue attività furono assorbite dalla Hollywood in seguito a una riorganizzazione del Buena Vista Music Group.[12][22]
  - Carolwood Records, filiale della Lyric Street Records attiva in Nord America per un breve periodo tra il 2008 e il 2010.[23]

La Hollywood Records, inoltre, ha avviato delle collaborazioni con altre case discografiche, tra cui Syco Entertainment, Island Records e Republic Records, e opera in Europa attraverso la sussidiaria Hollywood Records UK Ltd con sede a Londra.

## Artisti
Negli anni la Hollywood Records ha promosso artisti di fama internazionale, tra cui i Queen, i Duran Duran, gli Atreyu, Jesse McCartney, Hilary Duff, gli Evans Blue, i Plain White T's, gli Allstar Weekend, i Rascal Flatts, SHeDAISY e Miley Cyrus. Oggi l'etichetta si focalizza in particolare sui generi pop, rock, alternative e country e distribuisce le colonne sonore per diverse case cinematografiche, tra cui Marvel Studios, Touchstone Pictures, Lucasfilm e ABC Studios. Di seguito la lista degli artisti scritturati nel corso degli anni dalla Hollywood Records:

### Solisti
- Alex Maxwell
- Alx Veliz
- Bobby Andonov
- Boy Epic
- Brian May
- Cole Plante
- Demi Lovato
- Grace Potter
- Martina Stoessel
- Olivia Holt
- Sofia Carson
- Zella Day
- ZZ Ward

### Gruppi musicali
- Breaking Benjamin
- Dreamers
- Forever In Your Mind
- Grace Potter and the Nocturnals
- In Real Life
- Joywave
- Kopps
- New Hope Club
- Ocean Park Standoff
- Queen
- R5
- Temecula Road
- The Young Wild
- In Real Life

### Precedenti
- Aly & AJ
- Bea Miller
- Bella Thorne
- Bridgit Mendler
- Hilary Duff
- Jesse McCartney
- Jonas Brothers
- Jordan Fisher
- Jorge Blanco
- Miley Cyrus
- Raven Symoné
- Sabrina Carpenter
- Selena Gomez
- Selena Gomez & The Scene
- Shawn Hook
- Vanessa Hudgens
- Zendaya

## Distribuzione
Al momento del suo lancio, l'etichetta non possedeva una propria rete di distribuzione e, mantenendosi indipendente sul fronte della gestione e del marketing, affidò la distribuzione del proprio catalogo alla Elektra Records. Successivamente, tra il 1995 e il 2005, strinse degli accordi con la Warner Music Group per il mercato domestico ed internazionale e con la Sony Music Entertainment per il mercato asiatico.
Dopo la cessazione di tali accordi, la compagnia avviò una collaborazione con la Universal Music Group e con la EMI Music. La prima si occupò della distribuzione in Nord America, America Latina e Asia (ad eccezione del mercato giapponese, dove l'etichetta è stata distribuita dalla Avex Music Creative fino al 2014, e della Corea del Sud, dove è stata distribuita dalla Seul Records) mentre alla seconda fu affidata la distribuzione in Europa, Africa, Medio Oriente, Australia e Nuova Zelanda. Quando, nel 2012, la Universal portò a termine l'acquisizione di EMI Music, la Hollywood Records ritrattò gli accordi per la distribuzione dei propri cataloghi, annullando la licenza in seno alla EMI e ampliando la collaborazione con la Universal a livello commerciale e creativo.
Oggi l'etichetta è distribuita nel mercato domestico dalla consociata Disney Music Publishing e dalla Universal Music Distribution, quest'ultima responsabile della distribuzione del suo catalogo anche nei mercati internazionali ad eccezione della Russia, dove, nel 2013, la Hollywood Records ha avviato una collaborazione con la Warner Music.